# Romance paranormal

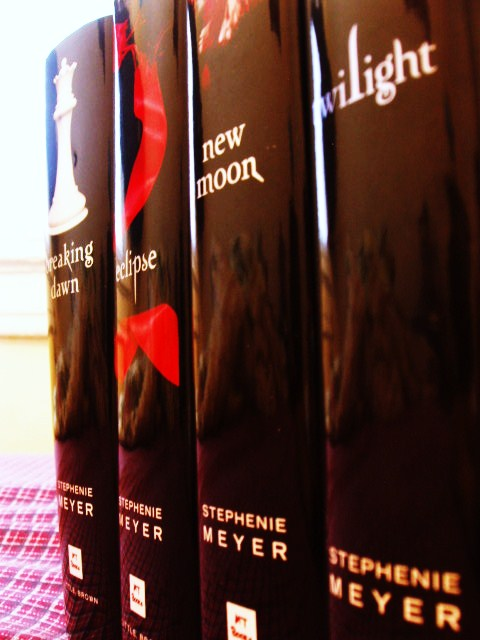
Crepúsculo, un ejemplo de serie literaria de romance paranormal.

El romance paranormal es un subgénero tanto de la ficción romántica como de la ficción especulativa. El romance paranormal se centra en el amor romántico e incluye elementos más allá del alcance de la explicación científica, de los géneros de ficción especulativa de fantasía, ciencia ficción y terror. Los romances paranormales abarcan desde romances tradicionales con ambientación paranormal hasta historias con una trama de ciencia ficción o fantasía con una subtrama romántica incluida. Las relaciones románticas entre humanos y vampiros, cambiaformas, fantasmas y otras entidades de naturaleza fantástica o de otro mundo son comunes.
Más allá de los temas más frecuentes que involucran vampiros, cambiaformas, fantasmas o viajes en el tiempo, los romances paranormales también pueden incluir libros que presentan personajes con habilidades psíquicas, como la telequinesis o la telepatía. El resurgimiento más reciente del romance paranormal ha sido impulsado por la tecnología de principios del siglo XXI; por ejemplo, Internet y las publicaciones electrónicas. Los romances paranormales son una de las tendencias de más rápido crecimiento en el género romántico.
Ejemplos de autores especializados en este género incluyen a Nalini Singh, Dani Harper, Jessica Bird, Kresley Cole, Christine Feehan, Kelley Armstrong, y Stephenie Meyer, autora de la serie Crepúsculo. Según estadísticas de 2013 de la editorial de fantasía Tor Books, entre los escritores de fantasía urbana o romance paranormal, el 57% son mujeres y el 43% son hombres, mientras que los hombres superan en número a las mujeres en aproximadamente dos a uno en escritura histórica o de alta fantasía.

## Definición y subgéneros
El romance paranormal combina lo real con lo fantástico o la ciencia ficción. Los elementos fantásticos pueden estar entretejidos en una versión alternativa de nuestro propio mundo en una fantasía urbana que involucra vampiros, demonios y/o hombres lobo, o pueden ser manifestaciones más «normales» de lo paranormal: humanos con habilidades psíquicas, brujas o fantasmas. Los viajes en el tiempo, los romances futuristas y extraterrestres también caen bajo el paraguas de lo paranormal.
Estas novelas suelen combinar elementos de otros subgéneros, incluidos el suspenso y el misterio, con sus temas fantásticos. Algunos fenómenos paranormales se desarrollan únicamente en el pasado y están estructurados de manera muy similar a cualquier novela romántica histórica. Otros están ambientados en el futuro, a veces en mundos diferentes. Otros más tienen un elemento de viaje en el tiempo en el que el héroe o la heroína viajan al pasado o al futuro. Entre 2002 y 2004, el número de novelas paranormales publicadas en Estados Unidos se duplicó hasta 170 por año. Un título popular del género puede vender más de 500 000 copias.
Como en el subgénero de fantasía conocido como fantasía urbana, muchos romances paranormales se basan en la combinación de la vida contemporánea con la existencia de seres sobrenaturales o mágicamente empoderados, humanos o no; A veces la cultura en su conjunto es consciente de lo mágico que hay en su seno, otras veces no. Algunos romances paranormales se centran menos en los detalles de sus mundos alternativos que las novelas tradicionales de ciencia ficción o fantasía, manteniendo la atención fuertemente en el romance subyacente. Otros desarrollan meticulosamente la realidad alternativa, combinando sistemas mágicos bien planificados y culturas inhumanas con la realidad contemporánea.
El primer romance futurista comercializado por una editorial romántica convencional, Sweet Starfire de Jayne Ann Krentz, se publicó en 1986 y era un «romance clásico de viaje por carretera» que casualmente estaba ambientado en una galaxia separada. Este género se ha vuelto mucho más popular desde el año 2000. Krentz atribuye la popularidad de este subgénero al hecho de que las novelas «son, en el fondo, romances históricos clásicos que resultan estar ambientados en otros mundos».
Los romances de viajes en el tiempo son una versión del clásico cuento «pez fuera del agua». En la mayoría, la heroína es del presente y viaja al pasado para encontrarse con el héroe (por ejemplo, la serie de manga y anime InuYasha). En un subconjunto más pequeño de estas novelas, el héroe, que vive en el pasado, viaja hacia su futuro para encontrarse con la heroína. Un romance exitoso sobre viajes en el tiempo debe hacer que los personajes reaccionen lógicamente a su experiencia y debe investigar algunas de las diferencias, tanto físicas como mentales, entre el mundo en el que normalmente habita el personaje y aquel en el que ha aterrizado. Algunos escritores optan por terminar sus novelas con los protagonistas atrapados en diferentes épocas e incapaces de estar juntos, para disgusto de muchos lectores del género.